# 480 km Dijona 1990
480 km Dijona 1990 je bila peta dirka Svetovnega prvenstva športnih dirkalnikov v sezoni 1990. Odvijala se je 22. julija 1990.

## Rezultati
| Poz     | Razred | Št  | Moštvo                           | Dirkači                              | Šasija                             | Gume | Krogi |
| Poz     | Razred | Št  | Moštvo                           | Dirkači                              | Motor                              | Gume | Krogi |
| ------- | ------ | --- | -------------------------------- | ------------------------------------ | ---------------------------------- | ---- | ----- |
| 1       | C      | 1   | Team Sauber Mercedes             | Jean-Louis Schlesser Mauro Baldi     | Mercedes-Benz C11                  | G    | 127   |
| 1       | C      | 1   | Team Sauber Mercedes             | Jean-Louis Schlesser Mauro Baldi     | Mercedes-Benz M119 5.0L Turbo V8   | G    | 127   |
| 2       | C      | 2   | Team Sauber Mercedes             | Jochen Mass Michael Schumacher       | Mercedes-Benz C11                  | G    | 127   |
| 2       | C      | 2   | Team Sauber Mercedes             | Jochen Mass Michael Schumacher       | Mercedes-Benz M119 5.0L Turbo V8   | G    | 127   |
| 3       | C      | 23  | Nissan Motorsports International | Julian Bailey Mark Blundell          | Nissan R90CK                       | D    | 126   |
| 3       | C      | 23  | Nissan Motorsports International | Julian Bailey Mark Blundell          | Nissan VHR35Z 3.5L Turbo V8        | D    | 126   |
| 4       | C      | 4   | Silk Cut Jaguar                  | Andy Wallace Jan Lammers             | Jaguar XJR-11                      | G    | 125   |
| 4       | C      | 4   | Silk Cut Jaguar                  | Andy Wallace Jan Lammers             | Jaguar JV6 3.5L Turbo V6           | G    | 125   |
| 5       | C      | 3   | Silk Cut Jaguar                  | Martin Brundle Alain Ferté           | Jaguar XJR-11                      | G    | 125   |
| 5       | C      | 3   | Silk Cut Jaguar                  | Martin Brundle Alain Ferté           | Jaguar JV6 3.5L Turbo V6           | G    | 125   |
| 6       | C      | 22  | Spice Engineering                | Wayne Taylor Eliseo Salazar          | Spice SE90C                        | G    | 124   |
| 6       | C      | 22  | Spice Engineering                | Wayne Taylor Eliseo Salazar          | Ford Cosworth DFR 3.5L V8          | G    | 124   |
| 7       | C      | 7   | Joest Porsche Racing             | Bob Wollek Frank Jelinski            | Porsche 962C                       | M    | 124   |
| 7       | C      | 7   | Joest Porsche Racing             | Bob Wollek Frank Jelinski            | Porsche Type-935 3.2L Turbo Flat-6 | M    | 124   |
| 8       | C      | 8   | Joest Porsche Racing             | Jonathan Palmer David Hobbs          | Porsche 962C                       | M    | 122   |
| 8       | C      | 8   | Joest Porsche Racing             | Jonathan Palmer David Hobbs          | Porsche Type-935 3.2L Turbo Flat-6 | M    | 122   |
| 9       | C      | 6   | Joest Racing                     | Henri Pescarolo Jean-Louis Ricci     | Porsche 962C                       | G    | 121   |
| 9       | C      | 6   | Joest Racing                     | Henri Pescarolo Jean-Louis Ricci     | Porsche Type-935 3.0L Turbo Flat-6 | G    | 121   |
| 10      | C      | 13  | Courage Compétition              | Pascal Fabre Lionel Robert           | Cougar C24S                        | G    | 121   |
| 10      | C      | 13  | Courage Compétition              | Pascal Fabre Lionel Robert           | Porsche Type-935 3.0L Turbo Flat-6 | G    | 121   |
| 11      | C      | 16  | Brun Motorsport                  | Jésus Pareja Walter Brun             | Porsche 962C                       | Y    | 121   |
| 11      | C      | 16  | Brun Motorsport                  | Jésus Pareja Walter Brun             | Porsche Type-935 3.0L Turbo Flat-6 | Y    | 121   |
| 12      | C      | 15  | Brun Motorsport                  | Oscar Larrauri Harald Huysman        | Porsche 962C                       | Y    | 121   |
| 12      | C      | 15  | Brun Motorsport                  | Oscar Larrauri Harald Huysman        | Porsche Type-935 3.0L Turbo Flat-6 | Y    | 121   |
| 13      | C      | 30  | GP Motorsport                    | Jari Nurminen Beppe Gabbiani         | Spice SE90C                        | D    | 120   |
| 13      | C      | 30  | GP Motorsport                    | Jari Nurminen Beppe Gabbiani         | Ford Cosworth DFZ 3.5L V8          | D    | 120   |
| 14      | C      | 28  | Chamberlain Engineering          | Nick Adams Charles Zwolsman          | Spice SE90C                        | G    | 120   |
| 14      | C      | 28  | Chamberlain Engineering          | Nick Adams Charles Zwolsman          | Ford Cosworth DFZ 3.5L V8          | G    | 120   |
| 15      | C      | 33  | Konrad Motorsport Dauer Racing   | Jochen Dauer Bobby Unser             | Porsche 962C                       | BF   | 120   |
| 15      | C      | 33  | Konrad Motorsport Dauer Racing   | Jochen Dauer Bobby Unser             | Porsche Type-935 3.0L Turbo Flat-6 | BF   | 120   |
| 16      | C      | 16  | Brun Motorsport                  | Bernard Santal Walter Brun           | Porsche 962C                       | Y    | 118   |
| 16      | C      | 16  | Brun Motorsport                  | Bernard Santal Walter Brun           | Porsche Type-935 3.0L Turbo Flat-6 | Y    | 118   |
| 17      | C      | 27  | Obermaier Racing                 | Otto Altenbach                       | Porsche 962C                       | G    | 117   |
| 17      | C      | 27  | Obermaier Racing                 | Otto Altenbach                       | Porsche Type-935 3.0L Turbo Flat-6 | G    | 117   |
| 18      | C      | 19  | Porsche Kremer Racing Convector  | Anthony Reid Jürgen Barth            | Porsche 962C                       | D    | 117   |
| 18      | C      | 19  | Porsche Kremer Racing Convector  | Anthony Reid Jürgen Barth            | Porsche 3.0L Turbo Flat-6          | D    | 117   |
| 19      | C      | 12  | Courage Compétition              | Michel Trollé Bernard Thuner         | Cougar C24S                        | G    | 117   |
| 19      | C      | 12  | Courage Compétition              | Michel Trollé Bernard Thuner         | Porsche Type-935 3.0L Turbo Flat-6 | G    | 117   |
| 20      | C      | 116 | Konrad Motorsport                | Franz Konrad Harri Toivonen          | Porsche 962C                       | G    | 116   |
| 20      | C      | 116 | Konrad Motorsport                | Franz Konrad Harri Toivonen          | Porsche Type-935 3.0L Turbo Flat-6 | G    | 116   |
| 21      | C      | 24  | Nissan Motorsports International | Kenny Acheson Gianfranco Brancatelli | Nissan R90CK                       | D    | 116   |
| 21      | C      | 24  | Nissan Motorsports International | Kenny Acheson Gianfranco Brancatelli | Nissan VHR35Z 3.5L Turbo V8        | D    | 116   |
| 22      | C      | 39  | Swiss Team Salamin               | Antoine Salamin Luigi Taverna        | Porsche 962C                       | G    | 115   |
| 22      | C      | 39  | Swiss Team Salamin               | Antoine Salamin Luigi Taverna        | Porsche Type-935 3.0L Turbo Flat-6 | G    | 115   |
| 23      | C      | 34  | Equipe Alméras Fréres            | Jacques Alméras Jean-Marie Alméras   | Porsche 962C                       | G    | 115   |
| 23      | C      | 34  | Equipe Alméras Fréres            | Jacques Alméras Jean-Marie Alméras   | Porsche Type-935 3.0L Turbo Flat-6 | G    | 115   |
| 24      | C      | 10  | Porsche Kremer Racing            | Sarel van der Merwe                  | Porsche 962CK6                     | Y    | 114   |
| 24      | C      | 10  | Porsche Kremer Racing            | Sarel van der Merwe                  | Porsche Type-935 3.0L Turbo Flat-6 | Y    | 114   |
| 25      | C      | 40  | The Berkeley Team London         | Ranieri Randaccio "Stingbrace"       | Spice SE89C                        | G    | 106   |
| 25      | C      | 40  | The Berkeley Team London         | Ranieri Randaccio "Stingbrace"       | Porsche Type-935 3.0L Turbo Flat-6 | G    | 106   |
| 26 NC   | C      | 35  | Louis Descartes                  | François Migault                     | ALD C289                           | D    | 88    |
| 26 NC   | C      | 35  | Louis Descartes                  | François Migault                     | Ford Cosworth DFL 3.3L V8          | D    | 88    |
| 27 DSQ† | C      | 29  | Chamberlain Engineering          | Philippe de Henning John Williams    | Spice SE89C                        | G    | 89    |
| 27 DSQ† | C      | 29  | Chamberlain Engineering          | Philippe de Henning John Williams    | Ford Cosworth DFZ 3.5L V8          | G    | 89    |
| 28 DNF  | C      | 21  | Spice Engineering                | Fermín Vélez Cor Euser               | Spice SE90C                        | G    | 117   |
| 28 DNF  | C      | 21  | Spice Engineering                | Fermín Vélez Cor Euser               | Ford Cosworth DFR 3.5L V8          | G    | 117   |
| 29 DNF  | C      | 20  | Team Davey                       | Tim Lee-Davey                        | Porsche 962C                       | D    | 80    |
| 29 DNF  | C      | 20  | Team Davey                       | Tim Lee-Davey                        | Porsche Type-935 3.0L Turbo Flat-6 | D    | 80    |
| 30 DNF  | C      | 9   | Joest Porsche Racing             | "John Winter" Stanley Dickens        | Porsche 962C                       | M    | 57    |
| 30 DNF  | C      | 9   | Joest Porsche Racing             | "John Winter" Stanley Dickens        | Porsche Type-935 3.2L Turbo Flat-6 | M    | 57    |
| 31 DNF  | C      | 37  | Toyota Team Tom's                | Geoff Lees John Watson               | Toyota 90C-V                       | B    | 9     |
| 31 DNF  | C      | 37  | Toyota Team Tom's                | Geoff Lees John Watson               | Toyota R36V 3.6L Turbo V8          | B    | 9     |
| 32 DNF  | C      | 36  | Toyota Team Tom's                | Johnny Dumfries Roberto Ravaglia     | Toyota 90C-V                       | B    | 7     |
| 32 DNF  | C      | 36  | Toyota Team Tom's                | Johnny Dumfries Roberto Ravaglia     | Toyota R36V 3.6L Turbo V8          | B    | 7     |
| 33 DNF  | C      | 14  | Richard Lloyd Racing             | Manuel Reuter James Weaver           | Porsche 962C GTi                   | G    | 0     |
| 33 DNF  | C      | 14  | Richard Lloyd Racing             | Manuel Reuter James Weaver           | Porsche Type-935 3.0L Turbo Flat-6 | G    | 0     |
| 34 DNF  | C      | 26  | Obermaier Racing                 | Harold Grohs                         | Porsche 962C                       | G    | 0     |
| 34 DNF  | C      | 26  | Obermaier Racing                 | Harold Grohs                         | Porsche Type-935 3.0L Turbo Flat-6 | G    | 0     |

- † - #29 Chamberlain Engineering je bil diskvalificiran zaradi sekanja uvoza v bokse.

## Statistika
- Najboljši štartni položaj - #1 Team Sauber Mercedes - 1:05.527
- Najhitrejši krog - #1 Team Sauber Mercedes - 1:08.973
- Povprečna hitrost - 182.044km/h